# 포르투갈 인판테 페르난두
페르난두 마리아 루이스 드 사시코부르구고타 이 브라간사(포르투갈어: Fernando Maria Luís de Saxe-Coburgo-Gota e Bragança, 1846년 7월 23일 ~ 1861년 11월 6일)는 포르투갈의 인판테(왕자)로 마리아 2세와 페르난두 2세의 넷째 아들이다.
7세 시절이던 1853년에 어머니 마리아 2세가 남동생 에우제니오를 낳다가 사망하였다. 1861년 당시 포르투갈에 유행하던 독감에 걸렸고, 1861년 11월 6일에 사망하였다. 그의 죽음 이후에 그의 형인 페드루 5세도 1861년 11월 11일에 콜레라로 사망했고, 1861년 12월 27일에는 또다른 형인 주앙도 콜레라로 사망했다.